# Colline di Dunsinane
Dunsinane Hill (pron. /dʌnˈsɪnən/) è una collina della Scozia collocata vicino a Dundee, nell'antica contea di Perthshire.

## Storia

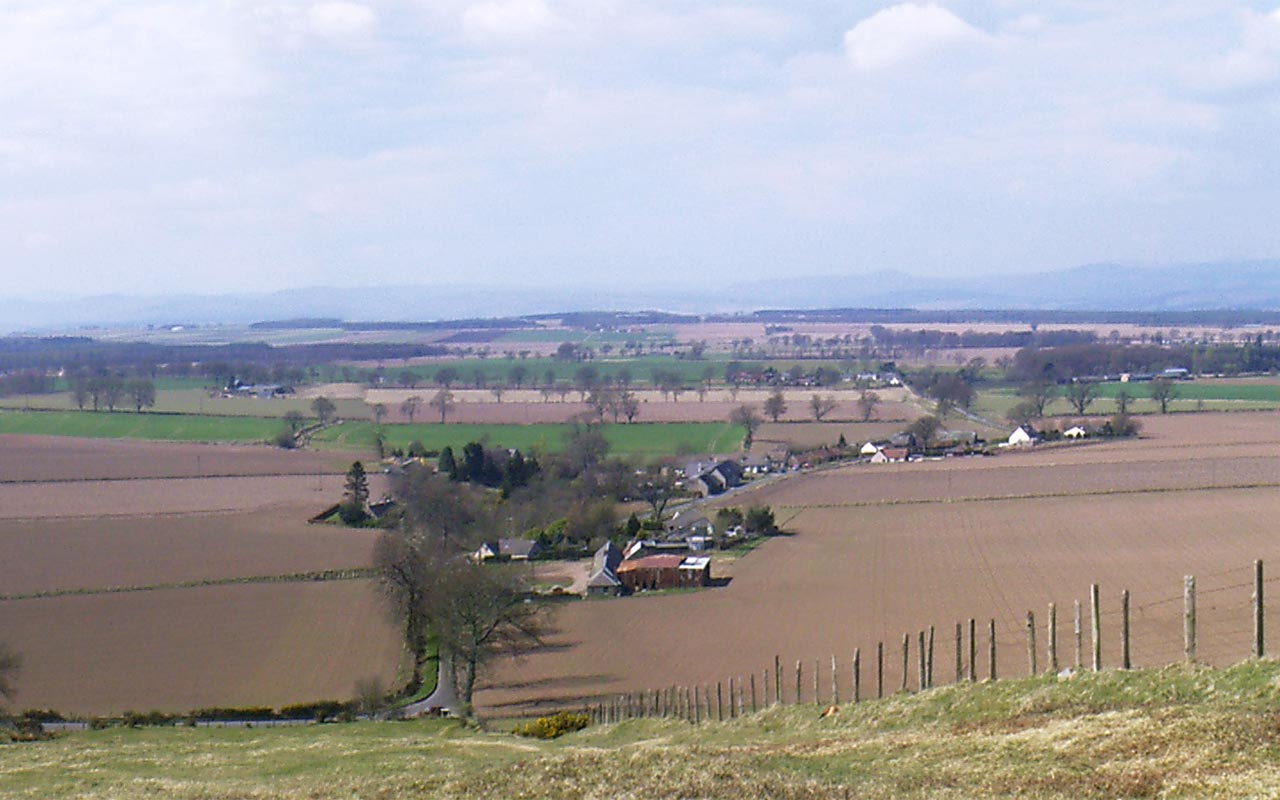
Il villaggio di Collace visto dalle colline di Dunsinane

La collina è menzionata nella tragedia di William Shakespeare, Macbeth.
Vi si trovano i resti di due antichi forti. Probabilmente furono il sito dove si scatenò la battaglia in cui Malcolm Canmore sconfisse Macbeth di Scozia nel 1054.